# Duy Tân
Duy Tân, född 1900, död 1945, var Vietnams kejsare 1907–1916. Han var son till kejsare Thành Thái och tillsattes av fransmännen när hans far sändes i exil. Precis som sin far arbetade han mot de franska ockupanterna och deltog i en grupp som planerade en resning mot fransmännen. Planerna blev avslöjade och kungen tvingades fly från palatset men greps senare och sändes till Réunion dit hans far tidigare hade blivit skickad.
Duy Tân deltog i andra världskriget som major för De fria franska styrkorna och dog precis efter kriget i ett flyghaveri 1945.